# 다카시미즈정
다카시미즈정(高清水町)은 미야기현북부에 있던 정이다. 2005년 4월 1일에 구리하라군 전 정촌이 합병하면서 구리하라시가 되었다.

## 지리
미야기 현 북부에 위치한 마을이다. 정명이 알 수 있듯이 고지에 솟아나는 샘이 많아 물에 풍요로운 구릉지대에 있다.

## 역사
무로마치 시대에는 고시미즈성이 축성되었고 오슈 가도의 여인숙마을로 번창하였다.
- 1889년 4월 1일 - 시정촌제 시행 후에도 에도 시대 이래의 다카시미즈 촌이 그대로 단독 마을로서 존속하였다.
- 1902년 7월 15일 - 정으로 승격하였다.
- 1955년 4월 1일 - 후루카와시 일부를 편입하였다.
- 2005년 4월 1일 - 우치젠마치촌과 합병해 구리하라시가 되었다.

## 교통

### 철도
정내엔 도호쿠 신칸센이 통과하지만 역은 설치되지 않았다. 교통수단으로는 후루카와역에서 쓰키다테행 버스로 25분 정도이다.
- 동일본 여객철도
  - 도호쿠 신칸센 (합병전의 역은 하나도 설치되지 않았다.)

### 도로
- 국도 4호선

### 일반국도
- 미야기 현도 1호 후루카와 사누마선
- 미야기 현도 19호 가시마다이 다카시미즈선
- 미야기 현도 59호 후루카와 이치바코선
- 미야기 현도 167호 마야마 다카키요스이선